# Cryptovelia
Cryptovelia is een geslacht van wantsen uit de familie van de Mesoveliidae (bladlopers). Het geslacht werd voor het eerst wetenschappelijk beschreven door Andersen & Polhemus in 1980.

## Soorten
Het genus bevat de volgende soorten:

- Cryptovelia stysi Andersen, 1999
- Cryptovelia terrestris Andersen & Polhemus, 1980